# 小行星14238
小行星14238（14238 d'Artagnan）是一颗绕太阳运转的小行星，为主小行星带小行星。该小行星于1999年12月31日发现。
小行星14238以法國作家大仲馬的小說《三劍客》的登場角色達太安命名。

## 轨道参数
小行星14238的轨道半长轴为2.5599811 UA，离心率为0.235。